# Аурайя
Аурайя (англ. Auraiya, гінді औरैया, урду اوریا — місто на півночі Індії, в штаті Уттар-Прадеш, адміністративний центр однойменного округу. Аурайя як місто має статус Нагар Паліка Парішад. Місто поділено на 25 районів.
Перш ніж стати центром округу, було центром техсілу в окрузі Етавах.

## Географія
Місто лежить на південному заході центральної частини Уттар-Прадеш, на північ від річки Джамни, на висоті 136 м над рівнем моря. Розташоване на відстані приблизно 135 км на захід-південний захід (WSW) від Лакхнау, адміністративного центру штату і на відстані 315 км на південний схід від Нью-Делі, столиці країни.

### Клімат
Місто знаходиться у зоні, котра характеризується середземноморським кліматом. Найтепліший місяць — червень із середньою температурою 34.7 °C (94.5 °F). Найхолодніший місяць — січень, із середньою температурою 15.1 °С (59.1 °F).
| Клімат Аурайї           | Клімат Аурайї | Клімат Аурайї | Клімат Аурайї | Клімат Аурайї | Клімат Аурайї | Клімат Аурайї | Клімат Аурайї | Клімат Аурайї | Клімат Аурайї | Клімат Аурайї | Клімат Аурайї | Клімат Аурайї | Клімат Аурайї |
| Показник                | Січ.          | Лют.          | Бер.          | Квіт.         | Трав.         | Черв.         | Лип.          | Серп.         | Вер.          | Жовт.         | Лист.         | Груд.         | Рік           |
| Середній максимум, °C   | 22,8          | 26,1          | 32,6          | 38,5          | 42,2          | 40,8          | 35,1          | 32,8          | 33,8          | 33,7          | 29,1          | 23,9          | 32,6          |
| Середня температура, °C | 15,1          | 18            | 24            | 30            | 34,3          | 34,7          | 30,9          | 29,1          | 29            | 26,4          | 20,8          | 15,9          | 25,7          |
| Середній мінімум, °C    | 7,4           | 10            | 15,3          | 21,5          | 26,4          | 28,7          | 26,7          | 25,5          | 24,2          | 19,1          | 12,6          | 7,8           | 18,8          |
| Норма опадів, мм        | 12.8          | 7.7           | 6.4           | 3.1           | 6.6           | 64.9          | 249           | 278.5         | 153.8         | 24.8          | 5.1           | 7.6           | 820.2         |
| ----------------------- | ------------- | ------------- | ------------- | ------------- | ------------- | ------------- | ------------- | ------------- | ------------- | ------------- | ------------- | ------------- | ------------- |
| Джерело: Weatherbase    |               |               |               |               |               |               |               |               |               |               |               |               |               |

## Історія
17 вересня 1997 року від округу Етавах відокремлено два техсіли: Аурайя та Бідгуна, щоб утворити новий округ під назвою Аурайя. Його центром стало місто Аурайя.

## Демографія
За даними офіційного перепису 2001 року, чисельність населення міста становила 64 598 осіб, з яких чоловіки становили 52,8 %, жінки — відповідно 47,2 %. Рівень грамотності населення становив 71,2 %. Рівень грамотності серед чоловіків становив 75,8 %, серед жінок — 66 %. 14,8 % населення становили діти до 6 років.

## Транспорт
Через місто проходить національне шосе № 2 (NH 2). Найближча залізнична станція розташована в місті Дібіапур, приблизно за 20 км на північ від Аурайї. Відстань до більшої станції в Етаваху становить близько 60 км. Найближчий аеропорт розташований у Канпурі.